# Сорокин, Владимир Устинович
Влади́мир Усти́нович Соро́кин (5 марта 1939, Злынка — 20 мая 2025, Санкт-Петербург) — священнослужитель Русской православной церкви (протоиерей), настоятель Князь-Владимирского собора (с 1997 года), профессор Санкт-Петербургской духовной академии. Благочинный Петроградского округа, председатель комиссии по канонизации святых Санкт-Петербургской епархии. Лауреат Макариевской премии (2007).

## Биография
Родился 5 марта 1939 года в селе Злынка Маловисковского района Кировоградской области в семье крестьян-единоверцев. С 1947 по 1955 год учился в средней школе № 6 села Злынка.
В 1957 году поступил в Киевскую духовную семинарию. В это же время был иподиаконом у митрополита Киевского и Галицкого Иоанна. В 1960 году в связи с закрытием Киевской духовной семинарии поступил в 4-й класс Одесской духовной семинарии.
В 1961 году окончил Одесскую духовную семинарию. В 1965 году окончил Ленинградскую духовную академию, со степенью кандидата богословия. Курсовое сочинение написал на тему: «Рукописи Мёртвого моря (история открытия и попытка оценки рукописей в церковно-исторической науке)». В качестве приложения к курсовой работе при помощи Нины Егоровой сделал перевод с английского языка книги Теодора Гастера «Рукописи Мёртвого моря» («The Dead Sea Scriptures in English Translation»). Рукоположён в Николо-Богоявленском соборе в 1965 году.
С 1965 по 1966 год состоял стипендиатом в Ленинградской духовной академии при кафедре Священного Писания Ветхого Завета и был преподавателем в семинарии. В мае 1968 года был избран секретарём совета Ленинградской духовной академии и семинарии. С 1970 года по 1981 год был сотрудником учебного комитета Московского патриархата. 26 апреля 1970 года к празднику Пасхи возведён в сан протоиерея. Инспектор Ленинградской духовной академии и семинарии. В 1976 году освобождён от инспекторства с назначением настоятелем храма святого праведного Иова на Волковом кладбище и присвоением звания профессора.
27 июля 1981 года митрополит Ленинградский и Новгородский Антоний освободил Сорокина от должности настоятеля храма святого праведного Иова и назначил настоятелем Николо-Богоявленского кафедрального собора и благочинным церквей городского округа.
22 июня 1987 года назначен и. о. ректора Санкт-Петербургских духовных академии и семинарии. 21 августа 1987 года утверждён в должности ректора. 10 августа 1987 года освобождён от обязанностей настоятеля Николо-Богоявленского кафедрального собора.
12 августа 1992 года освобождён от должности ректора.
11 ноября 1992 года назначен настоятелем храма во имя Феодоровской иконы Божией Матери Санкт-Петербурга.
С 1 июня 1996 года — благочинный Центрального благочиннического округа города Санкт-Петербурга.
16 сентября 1997 года указом митрополита Санкт-Петербургского и Ладожского Владимира назначен настоятелем и председателем приходского совета Князь-Владимирского собора Санкт-Петербурга.
Настоятель храма в колонии 20/5 в Металлострое, председатель епархиального отдела по тюремному служению. Вёл программу на телевидении — «В начале».
29 декабря 2021 года в Актовом зале Духовной школы Учёный совет и Общее собрание преподавателей присвоили ему звание «Почётный член СПбДА».
Скончался 20 мая 2025 года в Санкт-Петербурге.

## Публикации
Статьи
- Годичный акт в Ленинградских духовных школах // Журнал Московской Патриархии. 1968. — № 12. — С. 18-19.
- Миллар Берроуз. Больше света на свитки Мертвого моря. Нью-Йорк, 1958, 425 с. // Богословские труды. — М., 1971. — № 6. — С. 235—240.
- «Русская Православная Церковь стала для нас второй Матерью…» // Журнал Московской Патриархии. 1973. — № 6. — С. 50-53.
- Догмат Римско-Католической Церкви о взятии Божией Матери в небесную славу с православной точки зрения // Богословские труды. М., 1973. — № 10. — С. 67-89
- Свидетельство делами крещенных (социально-этический аспект) // Богословские труды. М., 1973. — № 10. — С. 163—165.
- «Дни мира северных стран» // Журнал Московской Патриархии. 1975. — № 1. — С. 47-48.
- Чествование митрополита Никодима [(Ротова)] в Ленинградской духовной академии // Журнал Московской Патриархии. 1975. — № 9. — С. 16.
- Актуальные проблемы русского перевода Священного Писания // Богословские труды. М., 1975. — № 14. — С. 154—159.
- Вечная память почившим [Быстриевский К. А., протоиерей, Ленинград] // Журнал Московской Патриархии. 1980. — № 9. — С. 44.
- Протоиерей Иаков Ильич [некролог] // Журнал Московской Патриархии. 1982. — № 5. — С. 27-28.
- Взаимопонимание — основа братских отношений с христианами Великобритании // Журнал Московской Патриархии. 1983. — № 7. — С. 53-57.
- Надежда, единство и мир — насущная забота Конференции Европейских Церквей [мир] // Журнал Московской Патриархии. 1985. — № 7. — С. 62-63.
- На пути к единству // Журнал Московской Патриархии. 1985. — № 9. — С. 95-98.
- Церковно-просветительская деятельность митрополита Григория (Чукова) (к 30-летию со дня кончины) // Журнал Московской Патриархии. 1986. — № 3. — С. 12-17.
- Международный научный симпозиум в Софии, посвященный святым равноапостольным Кириллу и Мефодию (10-16 июня 1985 года) // Журнал Московской Патриархии. 1986. — № 5. — С. 51-54.
- Из богословского наследия митрополита С.-Петербургского и Ладожского Антония [(Вадковского)] (предисловие к публикации) // Богословские труды. М., 1986. Сб. ЛДА. — С. 295—298.
- Митрополит Ленинградский и Новгородский Григорий (Чуков) и его церковно-просветительская деятельность [библ. 224] // Богословские труды. М., 1986. Сб. ЛДА. — С. 96-141; 1989. — № 29. — С. 127—181.
- Славянский текст книг Нового Завета и значение его исследования для православного богословия // Журнал Московской Патриархии. 1987. — № 1. — С. 68-73; № 2. — С. 66-69.
- Слава Божия и путь творения [проповедь, произнесенная 11 сентября 1986 года перед участниками IX Генеральной Ассамблеи КЕЦ в Стерлинге, Шотландия, во время проведения библейского часа] // Журнал Московской Патриархии. 1987. — № 2. — С. 60-64.
- Архиепископ Тихвинский Мелитон // Журнал Московской Патриархии. 1987. — № 4. — С. 15-17.
- Вечная память почившим [Некрасов В. А., доцент ЛДА] // Журнал Московской Патриархии. 1987. — № 11. — С. 44-45.
- Памяти протоиерея Михаила Славнитского // Журнал Московской Патриархии. 1988. — № 10. — С. 42.
- Заслуженный профессор Н. Н. Глубоковский и его рукописное наследие // Богословие и духовность. — М., 1989. — С. 322—327.
- Библия — книга жизни // Журнал Московской Патриархии. 1989. — № 5. — С. 33-34.
- Завет Божий // Вестник Ленинградской духовной академии. 1990. — № 1. — С. 51-63; № 2. — С. 60-72; № 3. — С. 64-86; 1991. — № 1. — С. 31-50; № 2. — С. 67-94.
- Духовное образование в Русской Православной Церкви при Святейшем патриархе Московском и всея России Тихоне (1917—1925) // Вестник Ленинградской духовной академии. 1990. — № 2. — С. 36-59.
- Духовное образование в Русской Православной Церкви при Святейшем патриархе Московском и всея России Тихоне (1917—1925) // Вестник Ленинградской духовной академии. 1990. — № 3. — С. 41-63.
- Духовное образование в Русской Православной Церкви при Святейшем патриархе Московском и всея России Тихоне (1917—1925) // Христианское чтение. 1992. — № 7. — С. 19-49.
- Духовное образование в Русской Православной Церкви при Святейшем патриархе Московском и всея России Тихоне (1917—1925) // Христианское чтение. 1993. — № 8. — С. 7-27.
- Талант Пушкина в свете православия // Пушкинская эпоха и христианская культура. — Вып. II. — СПб., 1994. — С. 37—52.
- Митрополит Григорий (Чуков). Призвание и жизнь. Олонецкий период // Традиции образования в Карелии: Материал респ. науч.-практ. конф., посвящ. 165-летию Олонецкой духовной семинарии. — Петрозаводск: Комиздат РК, 1995. — С. 63-66.
- Священное Писание Нового Завета в системе богословского образования в СпбДА: [Докл. на юбил. конф. СПбДАиС. 25-26 дек. 1996 г.] // Христианское чтение. 1997. — № 14. — С. 61-69.
- Открытие Петроградского богословского института в 1920 году: [Докл. на юбил. конф. СПбДАиС. 25-26 дек. 1996 г.] // Христианское чтение. 1997. — № 14. — С. 124—136. (соавторы: А. А. Бовкало, А. К. Галкин)
- Венец жизни священномученика Вениамина, митрополита Петроградского и Гдовского, и иже с ним пострадавших в ночь с 12-го на 13-е августа 1922 года // Христианское чтение. — 1999. — № 17. — С. 21—58.
- «Он был служитель единства, и это проявилось во всех его делах» // Митрополит Крутицкий и Коломенский Ювеналий «Человек Церкви». К 20-летию со дня кончины и 70-летию со дня рождения Высокопреосвященнейшего митрополита Ленинградского и Новгородского Никодима, Патриаршего Экзарха Западной Европы. (1929—1978). — М., 1998. — С. 370—377.
- «Приснопамятный иерарх стал важнейшим связующим звеном „уходящей Руси“ с современностью» // Митрополит Крутицкий и Коломенский Ювеналий «Человек Церкви». К 20-летию со дня кончины и 70-летию со дня рождения Высокопреосвященнейшего митрополита Ленинградского и Новгородского Никодима, Патриаршего Экзарха Западной Европы. (1929—1978). — М., 1998. — С. 476—487.
- Венец жизни сщмч. Вениамина [Казанского], митр. Петроградского и Гдовского, и иже с ним пострадавших в ночь с 12-го на 13-е августа 1922 г. // Христианское чтение. 1999. — № 17. — С. 21-58.
- «А. С. Пушкин и православная Россия». — СПб., 1999. — С. 46—64.
- Слово у гроба академика Дмитрия Сергеевича Лихачёва в Князь-Владимирском соборе Санкт-Петербурга 4 октября 1999 г. // Димитрий Лихачёв и его эпоха. Воспоминания. Эссе. Документы. Фотографии. — СПб., 2002. — С. 412—413.
- 60-летие возрождения духовных школ в Санкт-Петербурге // Христианское чтение. 2006. — № 26. — С. 4-36.
- Попытки диалога Церкви и власти // Христианское чтение. 2006. — № 27. — С. 191—207.
- Профессор Петр Александрович Дудинов // Христианское чтение. 2007. — № 28. — С. 204—207.
- Митрополит Никодим и Всеправославное единство // XIX Ежегодная богословская конференция ПСТГУ. — М: Издательство ПСТГУ, 2009. — Т 1. — С. 326—328.
- Заветы Патриарха Алексия II Санкт-Петербургскому Государственному Горному институту // «Цветные металлы». 2009. — № 8.
- Протоиерей Николай Чуков (митрополит Ленинградский и Новгородский Григорий) — настоятель Казанского собора // Казанский собор — храм памятник Российской воинской славы : Сборник материалов городской научно-практической конференции «Казанский собор — храм и памятник российской воинской славы» к 200-летию кафедрального собора казанской иконы Божией матери, Санкт-Петербург, 22-24 сентября 2011 года / под редакцией профессора М. В. Шкаровского. — Санкт-Петербург: Галерея, 2012. — С. 243—245.
- Можно ли молиться за царя Ирода? Ответ протоиерея Владимира Сорокина [на комментарии протоиерея Александра Шаргунова] // Радонеж : православное обозрение. — № 9 (304). — 2018. — С. 8—9.
- Презентация Синодика гонимых, умученных, в узах невинно пострадавших православных священно-, церковнослужителей, монашествующих и мирян Северо-Запада России // Актуальные вопросы современного богословия и церковной науки : Материалы IX международной научно-богословской конференции, посвященной 100-летию начала мученического и исповеднического подвига Русской Православной Церкви, Санкт-Петербург, 28-29 сентября 2017 года. — Санкт-Петербург: Санкт-Петербургская Духовная Академия Русской Православной Церкви, 2018. — С. 70-76.
- Поздравление протоиерея Владимира Сорокина, ректора СПбДА в 1987—1992 годы // Христианское чтение. 2021. — № 3. — С. 15.
- Протоиерей Николай Гундяев. 18.11.1940 — 30.12.2021: [некролог] // Журнал Московской Патриархии. 2022. — № 3 (964). — C. 92—93.

Отдельные издания
- Завет Божий. Пособие по изучению Библии. — Л-д. 1991 г.
- Церковь и Флот. — СПб.: ЦКП ВМФ, 2002. — 208 c.
- Синодик гонимых, умученных, в узах невинно пострадавших православных священно-церковнослужителей и мирян Санкт-Петербургской епархии. ХХ столетие. — 2-е издание. — СПб., 2002.
- Санкт-Петербургский Мартиролог. СПб. 2002.
- Великий канон. Творение святого Андрея Критского на славянском и русском языках. Перевод прот. Владимира Сорокина. — СПб.: Князь-Владимирский собор, 2002.
- Исповедник. Церковно-просветительская деятельность митрополита Григория (Чукова). — СПб. : Князь-Владимир. собор, 2005. — 734 с.
- Преемство. — СПб.: Князь-Владимирский собор, 2007. — 112 с.
- Митрополит Никодим и Всеправославное единство. К 30-летию со дня кончины митрополита Ленинградского и Новгородского Никодима (Ротова) / Сост. проф.-протоиерей Владимир Сорокин. — СПб.: Изд-во Князь-Владимирского собора, 2008. — 272 с. — ISBN 5-94813-013-4
- Митрополит Никодим (Ротов) — православный богослов в эпоху социализма : к 80-летию со дня рождения : из богословского наследия Митрополита Ленинградского и Новгородского Никодима за 1956—1967 гг. / [сост. протоиерей Владимир Сорокин]. — Санкт-Петербург : Князь-Владимирский собор, 2009. — 217 с. — ISBN 978-5-94813-014-9
- Испытание. Воспоминания настоятеля и прихожан Князь-Владимирского собора в Санкт-Петербурге о Великой Отечественной войне и блокаде Ленинграда. — СПб. Князь-Владимирский собор. 2010.
- Санкт-Петербургский мартиролог / [авторы-составители: Владимир Сорокин и др.]. — Санкт-Петербург : Князь-Владимирский собор, 2017. — 595 с. — ISBN 978-5-94813-022-4. — 300 экз.